# モノクロの景色
「モノクロの景色」は、ムックの8枚目のシングル。2004年6月9日発売。発売元はユニバーサルミュージック。

## 概要
- 初回限定シークレット・ジャケット仕様。ステッカー仕様になっているジャケットの下に2種類ある特別ジャケットのどちらかが隠されているが、開封するまでどちらが入っているかは分からないようになっている。特別ジャケットの一つはメンバーたちが地面に寝ている写真、もう一つは赤いオブジェが地面に置かれている写真になっている。
- 「モノクロの景色」の歌詞は歌詞カードだけではなくCD盤面にも印刷されている。
- PV監督はモリ○カツ。
- 「路地裏 僕と君へ」まで行っていたメイクを落とし、ほぼすっぴんの状態でPV撮影を行っている。
- この曲で『MUSIC JAPAN』に出演し、ムック初のメディアへの露出となった。

## 収録曲
1. モノクロの景色(5:36)
（作詞：逹瑯、作曲：ミヤ・YUKKE、編曲：ミヤ・菅原弘明）
  - 2017年発売の『殺シノ調べII This is NOT Greatest Hits』にて再録されている。
2. ぬけがら(5:30)
（作詞：ミヤ、作曲：SATOち・ミヤ、編曲：ミヤ）
  - 2021年発売の『明星』にて再録されている。
3. 9月3日の刻印 (2004年1月29日SHIBUYA-AX公開収録音源)(6:35)
（作詞・作曲・編曲：ミヤ）

## 収録アルバム
モノクロの景色
- 朽木の灯
- BEST OF MUCC
- 殺シノ調べII This is NOT Greatest Hits』（再録）

ぬけがら
- カップリング・ワースト